# Sophie Quinton

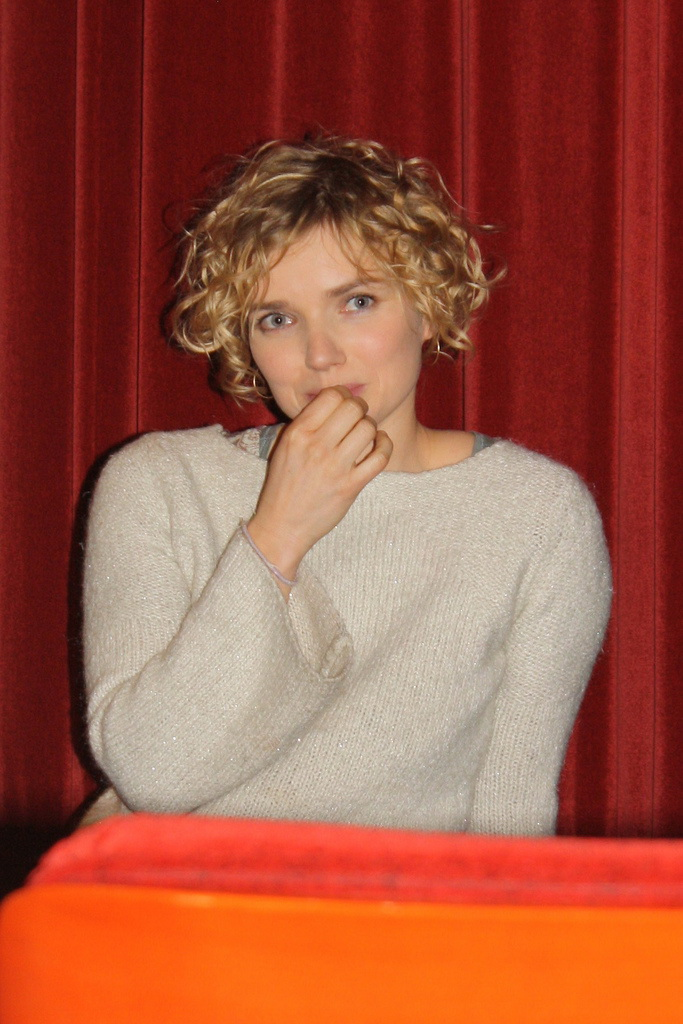
Sophie Quinton (2011)

Sophie Quinton (* 31. August 1976 in Villedieu-les-Poêles, Département Manche) ist eine französische Schauspielerin.

## Leben
Sophie Quinton belegte am Lycée Millet Cherbourg das Fach Theater und spielte in einer kleinen Gruppe Straßentheater. Im Kino war sie zum ersten Mal in den beiden Kurzfilmen Peau de vache und Die andalusische Katze von Gérald Hustache-Mathieu zu sehen. Für ersteren erhielt sie auf dem Kurzfilmfestival in Clermont-Ferrand den Preis für die beste Schauspielerin.
Bekanntheit erlangte sie mit der Hauptrolle in dem Film Wer tötete Bambi?, für den sie für einen César als beste Nachwuchsdarstellerin nominiert wurde. Mit Hustache-Mathieu drehte sie 2005 den Spielfilm April, der im Rahmen einer Kooperation mit der Region Haute-Normandie im November 2007 beim 21. Internationalen Filmfest in Braunschweig gezeigt wurde und dort den Preis „Der Heinrich“ erhielt.
2011 folgte mit Who Killed Marilyn? ein weiterer Spielfilm von Hustache-Mathieu, in dem sie an der Seite von Jean-Paul Rouve das an Marilyn Monroe angelehnte Provinzstarlet Candice Lecœur verkörpert.

## Filmografie (Auswahl)

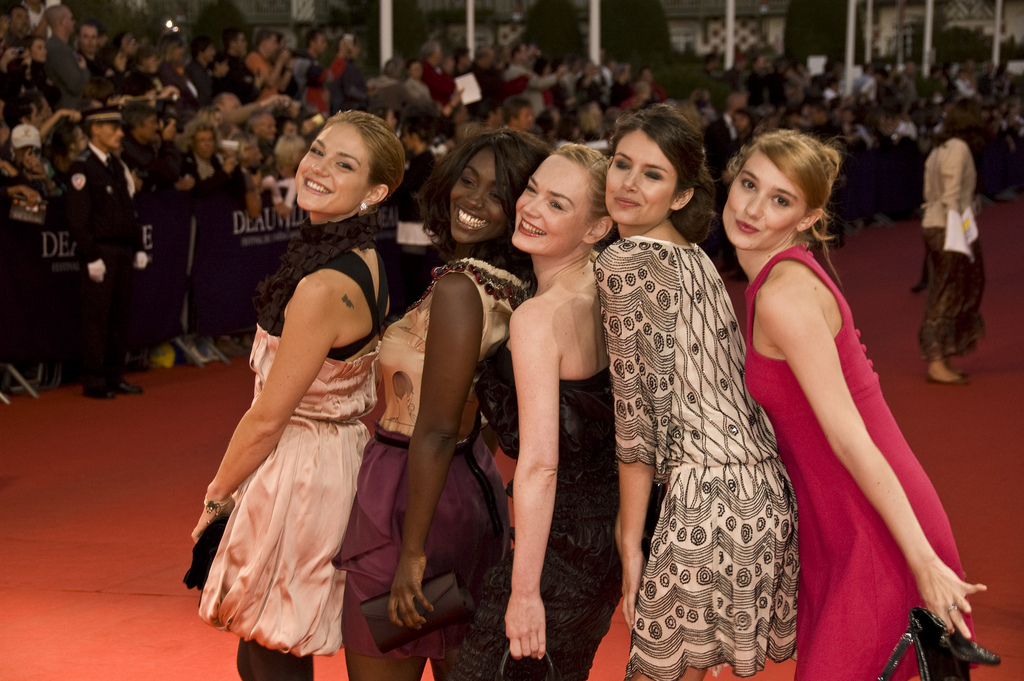
Deauville 2009: Émilie Dequenne, Aïssa Maïga, Sophie Quinton, Louise Monot und Déborah François (v. l. n. r.)

- 2000: Sonntag (Dimanche) – Kurzfilm
- 2001: Peau de vache
- 2001: Der Käfig (La cage)
- 2001: In der Geschwindigkeit eines Pferdes im Galopp (À la vitesse d’un cheval au galop)
- 2003: Die andalusische Katze (La chatte andalouse)
- 2003: Leichtgewichtler (Poids léger)
- 2003: Pacotille
- 2003: Wer tötete Bambi? (Qui a tué Bambi?)
- 2004: Miss Montigny
- 2004: Die Amme (La nourrice) (TV)
- 2005: Müetter
- 2005: 1905 (TV)
- 2006: Fromme Lüge (Avril)
- 2007: Der seltsame Herr Trip (L’étrange Monsieur Trip)
- 2008: Das Zeichen des Engels (L’empreinte de l’ange)
- 2009: Quand vient la peur (TV)
- 2011: Who Killed Marilyn? (Poupoupidou)
- 2011: Familientreffen mit Hindernissen (Le skylab)
- 2011: Fils unique
- 2012: 38 témoins
- 2012: Ouf
- 2012: Queen of Montreuil
- 2016: Dans la forêt
- 2016: Capitaine Marleau (Fernsehserie, 2 Folgen)
- 2018: Illégitime
- 2018: Unser Geheimnis (Tout contre elle)
- 2018: Maman a tort (Fernsehserie, 6 Folgen)
- 2018: Fiertés – Mut zur Liebe (Fiertés)
- 2020: De Gaulle